# Cueva del Boquete de Zafarraya
La cueva del Boquete de Zafarraya se sitúa en la vertiente sur de la Sierra de Alhama, a unos 1100 metros de altitud, en el término municipal de Alcaucín (Provincia de Málaga, España). 
Se trata de una cavidad de tamaño medio cuya entrada se sitúa sobre un farallón vertical. A pocos metros de la entrada la cavidad se bifurca en dos conductos: El primero, hacia la izquierda, tiene un desarrollo vertical; el conducto de la derecha, verdadera galería, presenta un relleno sedimentario con restos arqueológicos en una longitud de 16,30 metros.
La cueva está propuesta como «Lugar de interés geológico español de relevancia internacional» (Global Geosite) por el Instituto Geológico y Minero de España por su interés paleontológico, con la denominación «VP009: Cueva del Boquete de Zafarraya», dentro del contexto geológico «Yacimientos de vertebrados del Plioceno-Pleistoceno español».

## Historia
La cueva del Boquete de Zafarraya fue descubierta en 1979 por el Grupo de Exploraciones Subterráneas de la Sociedad Excursionista de Málaga cuando exploraba las cavidades de la sierra de Periana (Málaga). En las primeras visitas fueron recogidos útiles de sílex de superficie y mostrados a miembros de la Universidad de Málaga. Más tarde Cecilio Barroso inició las primeras excavaciones arqueológicas oficiales entre 1981-1983. En dichas campañas localizó los primeros restos de neandertal. En 1982 el fémur denominado Zafarraya 1, y en 1983 la mandíbula humana Zafarraya 2, que posteriormente fueron datados en 34 000 años de antigüedad.
Entre 1990 y 1994 se forma un equipo hispano-francés para la excavación y estudio de este yacimiento, bajo la dirección de Cecilio Barroso Ruiz, la subdirección de Francisca Medina Lara y la incorporación de Jean-Jacques Hublin como director del equipo de investigadores franceses. Durante esta campaña se descubrieron numerosos restos neandertalenses, así como un hogar que habían utilizado en la misma entrada de la cueva, en este hogar se descubrieron numerosos fragmentos de huesos, que posteriormente, y tras su restauración, resultaron corresponder a dos fémures y una tibia humanos. Estos restos presentaban trazas de descarnamiento efectuadas por útiles de sílex, y posteriormente fueron arrojados al fuego donde se fracturaron y carbonizaron. Junto a estos restos también aparecieron tres fragmentos de mandíbula correspondientes a un individuo masculino que también mostraba trazas de descarnamiento. Estos huesos humanos son la mejor evidencia de canibalismo practicado por los neandertales en Eurasia.

## Interés paleontológico
La cueva de Zafarraya no era un lugar de hábitat, ni tan siquiera estacional ya que era usada como un alto de caza con presencia humana de escasos días o incluso de horas. El estudio de distribución espacial de todo el material recopilado ha permitido diferenciar en un relleno de 1,5 m de espesor, 45 niveles de ocupación, tanto humano como de carnívoros.
La fauna encontrada se corresponde con Capra pyrenaica, Bos primigenius primigenius, Cervus elaphus, Equus caballus, Panthera leo spelaea, Ursus arctos, Cuon alpinus, Crocuta crocuta, etc.
El estudio de los niveles ha permitido determinar la ocupación de la cueva por parte de los carnívoros, posiblemente a lo largo de temporadas largas.
El estudio de palinología, de carbones, sedimentología, microfauna, etc. evocan un clima mediterráneo con ligeras alteraciones a lo largo de la secuencia que van desde períodos húmedos a períodos muy secos.
La cueva del Boquete de Zafarraya es el yacimiento de la península ibérica que mayor número de restos neandertalenses ha proporcionado. Además, la datación de estos restos ha confirmado que son más recientes que los de Europa, que confirman la pervivencia del Homo neanderthalensis en Andalucía, mientras en Europa era sustituido por el hombre moderno. 
Asociado a estos restos aparece una industria típicamente musteriense, que por su arcaísmo demuestra que no se han producido contactos con el hombre moderno; asimismo, los restos faunísticos encontrados, con predominio de la Capra ibex pyrenaica, parece demostrar la existencia de una especialización en sus actividades cinegéticas, lo que transformaría totalmente la idea de que no seleccionaban su caza. 
Las excavaciones arqueológicas también han proporcionado abundantes materiales del Paleolítico Superior y del Neolítico, lo que demuestra que la cueva ha tenido un asentamiento continuado.